# Marcus Aurelius
Marcus Aurelius Antoninus Augustus (26. dubna 121 – 17. března 180) byl římským císařem v letech 161 až 180, přičemž náležel k tzv. adoptivním císařům. Patřil rovněž mezi význačné představitele pozdní fáze vývoje filozofie stoicismu, kvůli čemuž bývá nazýván „filosof na trůně“. Navzdory jeho vysoké mravní integritě a výjimečným osobním schopnostem skončilo za jeho vlády dlouhotrvající období míru a prosperity římské říše, jejíž stabilita byla stále více nahlodávána jak zahraničními hrozbami, tak vnitřními problémy.
Krátce po svém nástupu na trůn byl Marcus nucen čelit útoku parthské říše na východních hranicích. Vedením války pověřil svého bratra a spoluvládce Lucia Vera, jehož podřízení si do roku 166 Parthy podrobili a ovládli Mezopotámii. Zhruba v téže době však barbarské kmeny obývající Germánii napadly a prolomily dunajskou hranici, oslabenou odesláním části zdejších sil do boje s Parthy. Tím byl zahájen dlouhý a náročný konflikt, známý jako markomanské války, jenž vyplnil většinu zbývajících let Markova vládnutí. Kromě vážných vnějších výzev se císař musel potýkat také s katastrofálními následky antoninského moru, zavlečeného do římské říše vojáky vracejícími se z Orientu, a s neklidem vyvolaným spontánním pronásledováním křesťanů, k němuž docházelo v různých částech impéria. Roku 175 se zdárně vypořádal se vzpourou ve východních provinciích, vedenou Avidiem Cassiem. Nicméně ještě než stačil Germány zcela potlačit, v roce 180 Marcus zemřel, čímž moc nad říší přešla na jeho syna Commoda.
Během vojenských tažení v letech 170 až 180 vytvořil řecky psané dílo „Hovory k sobě“ (Ta eis heauton), které je dodnes pokládáno za literární klenot, oslavující pojetí vlády jako služby a povinnosti, a je vysoce ceněno pro svůj znamenitý a vytříbený styl.

## Život

### Původ a mládí
Marcus Aurelius se narodil 26. dubna 121 v Římě jako syn praetora Annia Vera a Domitie Lucilly, pocházející z bohatého a vznešeného italského rodu. Markovo jméno původně znělo Marcus Annius Verus, případně Marcus Annius Catilius Severus. Jeho praděd z otcovy strany přesídlil za Neronovy vlády z Hispánie do Říma, kde se domohl úřadu praetora a posléze se stal členem senátu. Jeho syn Marcus Annius Verus, Markův děd, zastával celkem třikrát konzulát, což byla výjimečná pocta, jíž za principátu dosáhlo jen několik málo jedinců, a působil i jako městský prefekt. Po předčasné smrti otce vyrůstal Marcus v domě svého děda, jenž ho adoptoval. V raném věku se začal zabývat studiem filosofie a řecké a latinské rétoriky, čemuž se věnoval s nevšedním nadšením. Na jeho vzdělávání dohlížela řada vynikajících soudobých učenců a myslitelů, včetně Heroda Attika, Alexandra z Kotiaeia, Aelia Aristeida a Marka Cornelia Frontona. S posledně zmiňovaným udržoval Marcus čilou korespondenci, jejíž část se dochovala až do dnešních dnů. V těchto dopisech se budoucí císař projevuje jako inteligentní, vážně založený a pilný člověk.
Důstojnost jeho rodiny a výtečné povahové rysy mladého Marka záhy upoutaly pozornost císaře Hadriana, který ho pro jeho pravdymilovnost nazýval Verissimus („nejpravdivější“) a již jako osmiletého ho nechal přijmout do kněžského sboru Saliů. V roce 136 si Hadrianus zvolil Lucia Aelia Caesara za svého nástupce a ve stejném roce byl Marcus zasnouben s Ceionií Fabií, dcerou Aelia Caesara. Zasnoubení bylo však anulováno poté, co na počátku roku 138 Aelius Caesar zemřel. V únoru téhož roku ustavil Hadrianus svým adoptivním synem a následníkem předního senátora Tita Aurelia Antonina, později známého pod jménem Antoninus Pius, jehož manželka Faustina starší byla Markovou tetou. Podle podmínek ujednání s Hadrianem musel Antoninus na oplátku adoptovat Lucia Vera, syna zesnulého Lucia Aelia Caesara, a svého tehdy sedmnáctiletého synovce Marka. Když Hadrianus v červenci 138 skonal, odebral se Marcus do císařského paláce za svým adoptivním otcem.

### Zapojení do vládnutí a převzetí moci

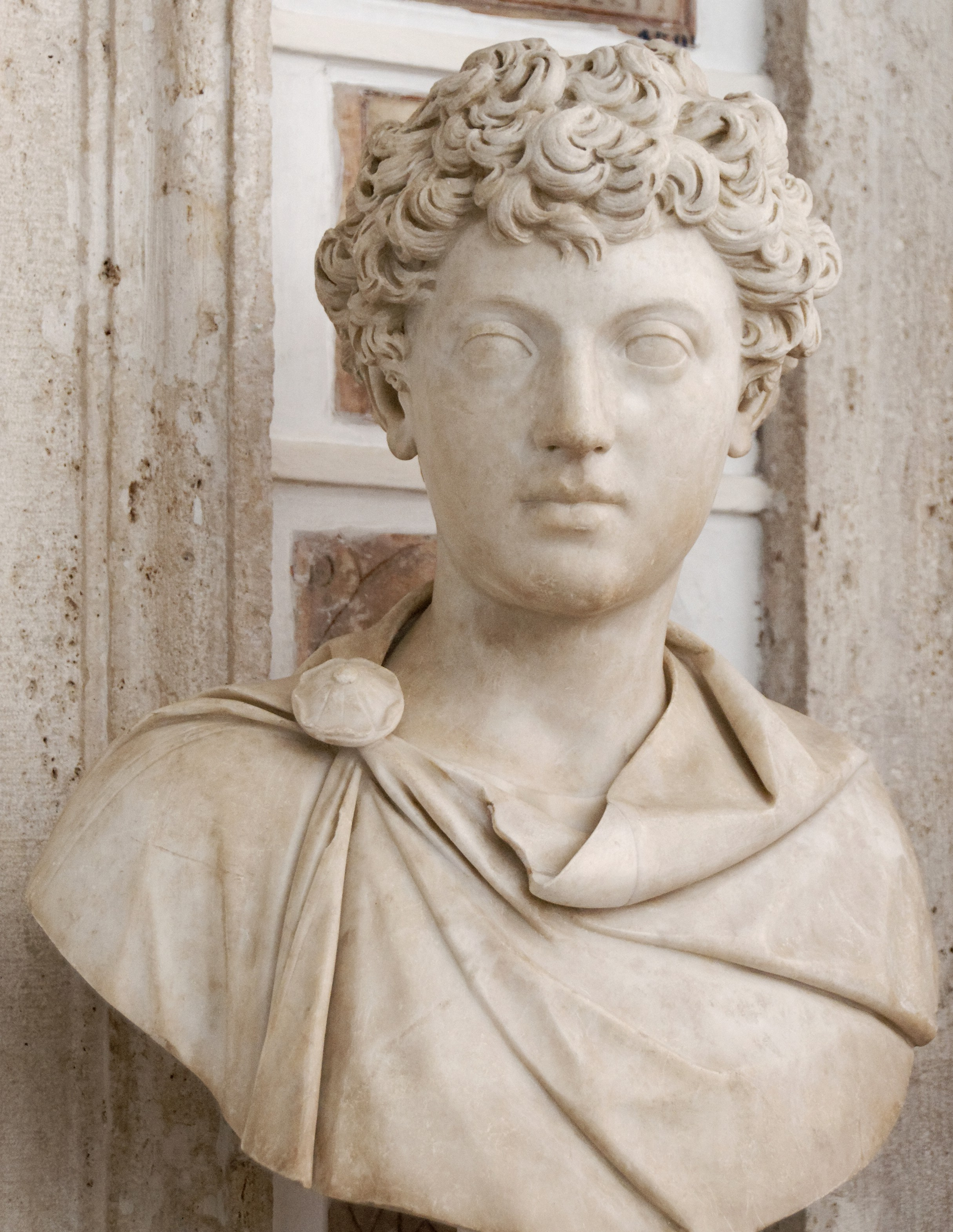
Mladý Marcus Aurelius

Před tím, než se Marcus chopil vlády, uplynulo téměř třiadvacet let Antoninova panování, během nichž prošel patřičnou průpravou umožňující mu náležité obeznámení s nároky, jež na něho měla klást císařská hodnost. Marcus získal bezvadné znalosti o fungování správních struktur římské říše v rámci působení v různých veřejných úřadech. V souvislosti s tím vzrůstal jeho vliv na chod státu a v letech 140, 145 a 161 se opakovaně účastnil rozhodování ve funkci konzula. V roce 147 obdržel prokonsulské imperium spolu s tribunskou mocí (tribunitia potestas), které představovaly formální základ principových pravomocí. Jelikož Marcus měl výborný cit pro výběr vhodných uchazečů a kandidátů na různé úřední posty, spoléhal se Antoninus ve všech otázkách obsazení administrativy na jeho mínění. V první knize Hovorů k sobě líčí Marcus svého adoptivního otce Antonina jako příklad vzorného vládce a zároveň vyjadřuje míru respektu, již vůči němu pociťoval:
„U svého otce jsem vídal vlídnost, ale i neoblomné setrvání na každém zrale uváženém rozhodnutí; také lhostejnost k takzvaným poctám a zálibu i houževnatost v práci. Rád naslouchal těm, kteří se vytasili s návrhem obecně prospěšným, a každému měřil neodchylně, jak si zasloužil. Měl zkušenost, kde je potřebí otěže přitáhnout a kde povolit. (...) Odmítal ovace a všeliké lichocení, ustavičně bděl nad potřebami říše, omezoval veřejná vydání. (...) Nikdo o něm nemohl říci, že je sofista, tlachal nebo pedant, neboť každý vycítil, že je to zralý a dokonalý muž, nepřístupný pochlebování a schopný řídit záležitosti svoje i jiných. Mimoto si dovedl vážit opravdových filosofů, ale ostatní nezlehčoval, ani se jimi nedával zavádět.“
Vzájemné úzké pouto mezi Markem a Antoninem bylo ještě prohloubeno upevněním příbuzenského svazku, k čemuž v roce 145 posloužila svatba Marka s Antoninovou dcerou Faustinou mladší. Ta porodila Markovi celkem třináct dětí, z nichž většina zemřela v mladém věku.
7. března 161 Antoninus Pius zemřel, načež se Marcus pod nově přijatým jménem Marcus Aurelius Antoninus ujal vlády nad říší. Proti jeho nástupu se nezvedla žádná opozice, nevyskytly se ani žádné projevy nesouhlasu, protože všeobecně požíval úctu a vážnost svých spoluobčanů pro výjimečně ctnostný způsob života. Bezprostředně po svém povýšení prokázal oddanost Hadrianovým záměrům, když ustanovil Lucia Vera svým spoluvládcem. Poprvé v dějinách měla tudíž římská říše ve svém čele dva jedince. Tento systém sdílené vlády byl jakousi reminiscencí republikánského principu kolegiality. Nicméně, i přes formálně rovnocenné postavení i pravomoc obou císařů, mladší a pravděpodobně méně oblíbený Verus byl svému bratrovi v jistém smyslu podřízen. Marcus předčil Vera svou autoritou (auctoritas) a kromě toho si pro sebe vyhradil úřad nejvyššího velekněze (pontifex maximus). K utvrzení tohoto uspořádání oženil Marcus v roce 164 Vera se svojí dcerou Lucillou. Císařové byli záhy nuceni vypořádávat se s nepříznivou zahraničněpolitickou situací, jelikož dosud převážně mírové poměry na hranicích impéria byly ohroženy útoky Parthů a následnými vpády barbarů. Marcus vyslal proto Vera na Východ, aby tam velel vojenským operacím, zatímco sám se chopil faktického řízení státu.

### Válka s Parthy

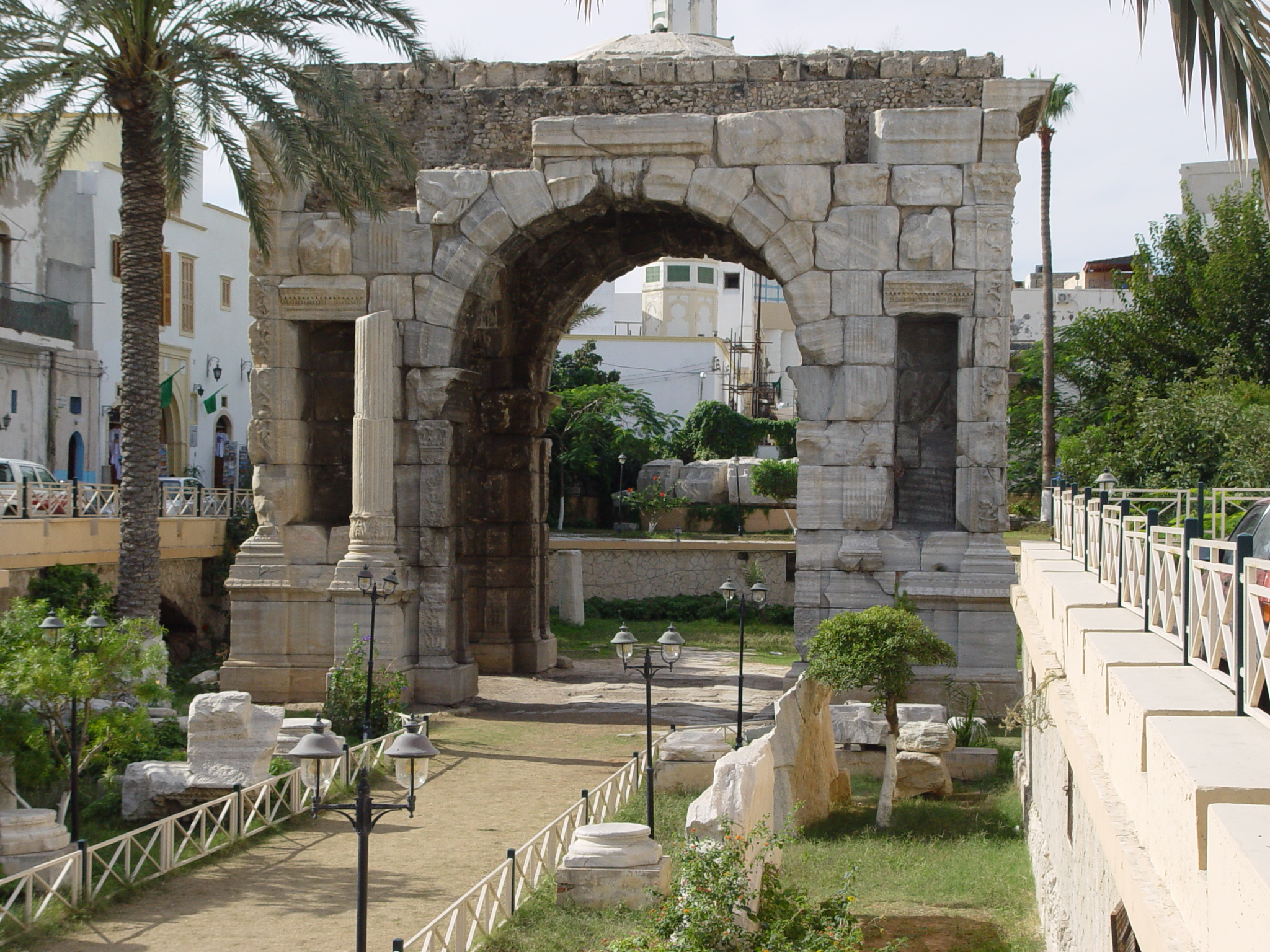
Markův vítězný oblouk v Tripolisu

V roce 161 odrazili místní legáti nájezdy barbarů do severní Británie a Raetie, avšak mnohem závažnější nebezpečí pro římskou říši vzniklo v Orientu. V posledních letech Antoninovy vlády výrazně vzrostlo napětí mezi Římany a Parthy. Předmětem sporu byla kontrola nad Arménií, královstvím fungujícím jako nárazníkový stát mezi oběma mocnostmi, jež usilovaly dosadit na zdejší trůn monarchu poslušného jejich zájmům. Parthský král Vologaisés IV., konající už za Antoninova života rozsáhlé válečné přípravy, hodlal využít mocenských změn v Římě a s tím spojené nejistoty ve svůj prospěch a neprodleně udeřil. Nedlouho po Antoninově skonu přepadl Arménii a pronikl do Sýrie, přičemž se mu podařilo přemoci dvě římská vojska. Poté, co byl poražen římský místodržitel v Kappadokii, odebral se Verus v čele legií na Východ.
Ještě před vlastním vyplutím se Verus zdržel z důvodu nemoci ve městě Canusium a teprve na přelomu let 162 a 163 dorazil do Antiochie, odkud řídil reorganizaci demoralizovaného vojska a koordinoval zásobování. Ve skutečnosti postrádal zkušenosti s velením a lehkomyslně projevoval zájem spíše o rozmařilý a nevázaný život než o vážné věci. Marcus ho prozíravě obklopil nejzdatnějšími římskými generály, pod jejichž vedením přešli Římané v roce 163 do protiútoku. Nejprve vypudili Parthy z Arménie a ustavili zdejším vládcem prořímského prince Sohaema. Nato zahájili ofenzívu v Mezopotámii, obsadili Osroénu a v roce 165 dobyli a zpustošili parthská hlavní města Seleukii a Ktésifón. V dalším roce Římané postoupili až do Médie. Vzhledem k přesvědčivým římským úspěchům se parthský král rozhodl ukončit konflikt a přenechat Arménii Římanům. Po návratu z výpravy oslavil Verus spolu s Markem a ostatními členy rodiny výjimečný triumf, třebaže největší podíl na vítězství příslušel vojevůdci Avidiu Cassiovi.
Vracející se římští vojáci se v Mezopotámii nakazili nemocí, jež se rozšířila do celé římské říše a zhruba v letech 165 až 180 měla velmi devastující účinek na stav populace všech provincií. Tato epidemie byla později označena jako Antoninský mor. Podobně jako u většiny ostatních starověkých epidemií, ani v tomto případě nelze s jistotou určit, o jakou chorobu se doopravdy jednalo. Podle převládajícího mínění mělo jít buď o neštovice, anebo o spalničky. Podle historika Cassia Diona propukla tato nemoc s novou intenzitou zhruba kolem roku 177. Jenom v samotném Římě jí tehdy denně padlo za oběť 2000 lidí, když čtvrtina všech nakažených této chorobě podlehla. Celkový počet mrtvých byl odhadován na pět milionů. Vysoká úmrtnost mezi vojáky podlamovala sílu legií, současně se snížilo množství vybraných daní, což mělo negativní dopad na státní hospodaření.
V čínských pramenech se objevuje zpráva o římských vyslancích, kteří měli v roce 166 dorazit do Číny. Tito muži s sebou přinesli dary a prohlašovali se za vyslance jistého Andogni (Antoninus), jehož lze ztotožnit s Markem Aureliem, případně s Antoninem Piem. Nelze ovšem vyloučit, že nešlo o skutečné vyslance, nýbrž o obyčejné římské obchodníky.

### Germánie a Dunaj

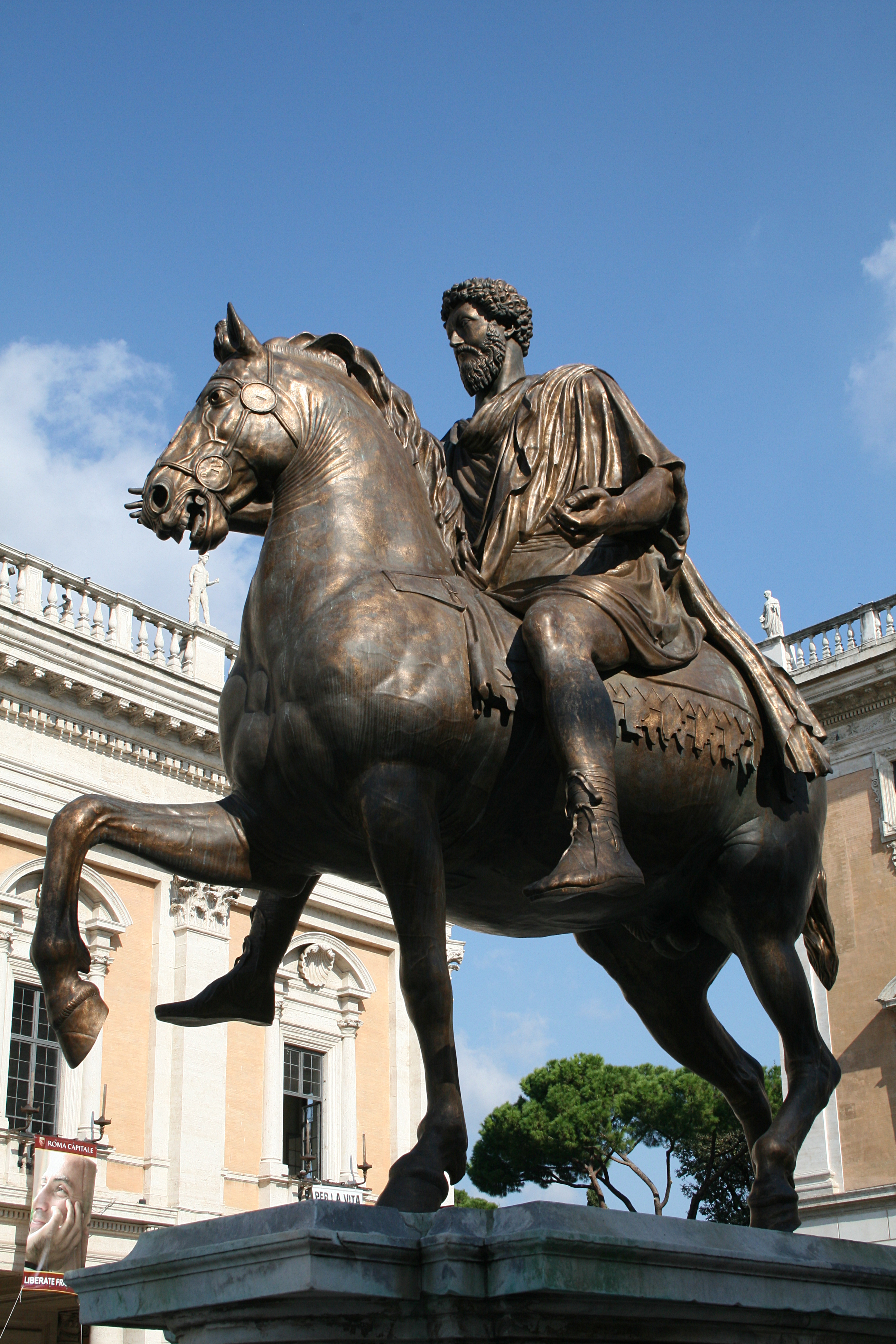
Jezdecká socha Marka Aurelia na Kapitolu

Od počátku šedesátých let 2. století se zvyšovala intenzita nájezdů Germánů a jiných barbarů směřujících do Galie a za Dunaj. Tento pohyb barbarů na jih a západ byl zřejmě vyvolán tlakem kmenů sídlících dále na východě. První nepřátelská invaze, vpád Chattů do Horní Germánie, byla odražena již v roce 162. Nejspíše koncem roku 166, nebo na počátku roku 167 překročilo 6000 Langobardů a Obiů Dunaj a vstoupilo do Panonie. Barbaři byli brzy poraženi, načež zdejší římský místodržitel zahájil vyjednávání se zástupci několika okolních kmenů. S pomocí markomanského krále Ballomara se sice podařilo dohodnout mír mezi Římany a jejich barbarskými sousedy, nicméně situace na hranicích zůstávala nadále neklidná. Někdy v téže době byla Dácie přepadena Vandaly a sarmatskými Jazygy.
Neblahý vývoj na severních hranicích zhoršovaný šířícím se morem přiměl Marka k horlivému konání obětí, jimiž chtěl usmířit rozhněvané bohy. Na jaře 168 vyrazili oba císařové z Říma na dunajskou frontu. Svůj hlavní stan umístili do severoitalského města Aquileia, z něhož organizovali obranu římského teritoria. Zároveň prováděli inspekci vojsk a dali odvést dvě nové legie, legio II Italica a legio III Italica. Přítomnost Marka a Vera v Panonii a Noriku pomohla stabilisovat tamní poměry, avšak kvůli řádění moru mezi legionáři se na radu dvorního lékaře Galéna rozhodli k návratu do Říma. Při zpáteční cestě Verus patrně v důsledku mrtvice v lednu nebo únoru 169 zemřel, takže od tohoto okamžiku musel Marcus trávit většinu času na taženích proti nepřátelům. Svoji ovdovělou dceru Lucillu provdal i přes její odpor za Tiberia Claudia Pompeiana, mimořádně schopného důstojníka syrského původu.

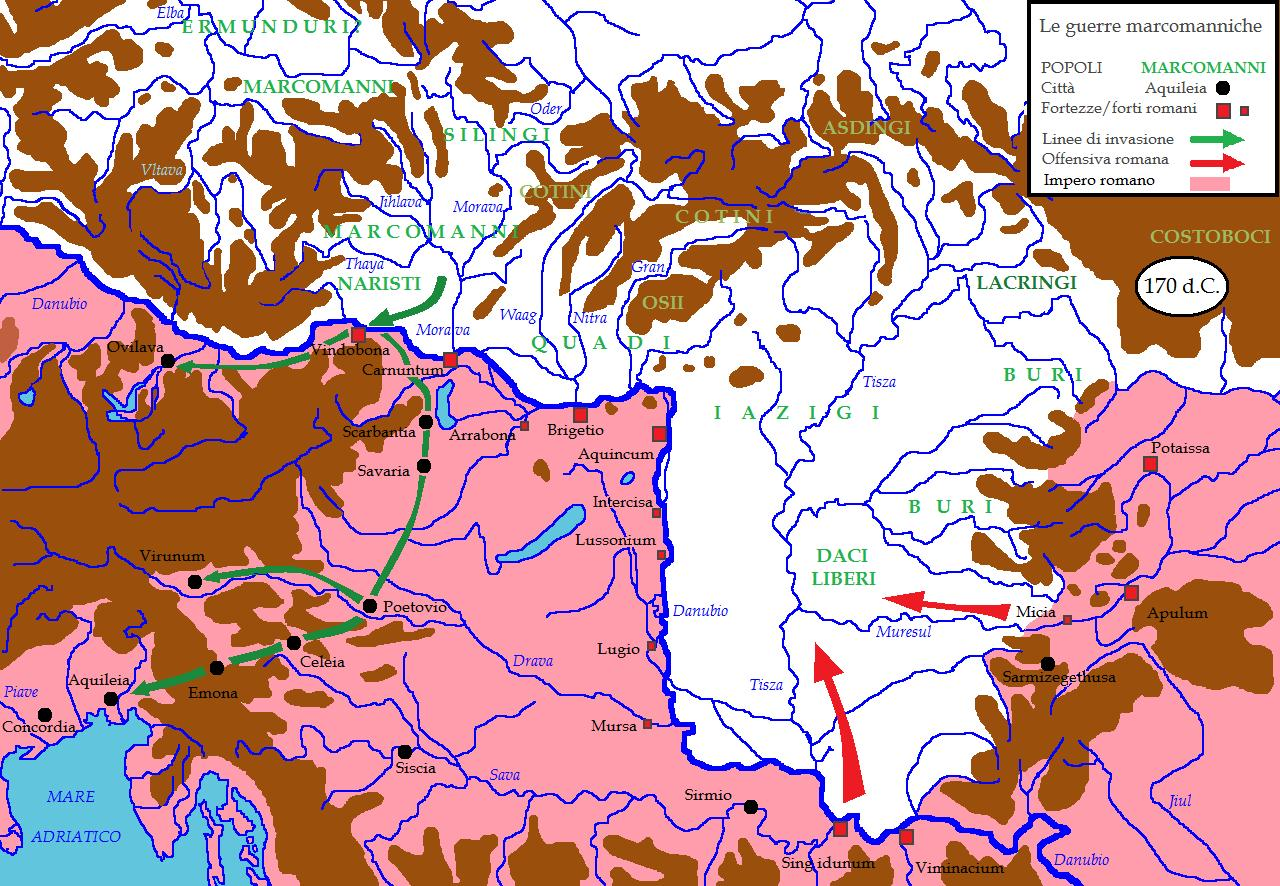
Invaze Markomanů a Kvádů do Itálie v roce 170

V roce 170 ztroskotal první vážnější římský pokus o protiofenzivu, když bylo 20 000 Římanů poraženo poblíž města Carnuntum germánskou koalicí v čele s Ballomarem. Markomani a Kvádové pak vyrazili na jih, zatímco ostatní barbaři vyplenili Noricum. Ballomarem vedení Germáni zdolali Alpy, vydrancovali město Opitergium (dnešní Oderzo) a jejich nápor vyvrcholil obležením Aquileie. Poprvé od porážky Kimbrů a Teutonů na konci 2. století př. n. l. se tak nepřátelským silám podařilo stanout na italské půdě, což vážně otřáslo sebedůvěrou obyvatelstva poloostrova. Mezitím Kostobokové, příchozí z oblasti Karpat, využili slabosti Římanů, zpustošili Moesii, Thrákii a Makedonii a dorazili až do Eleusíny, nedaleko Athén. Také jiné části říše byly svírány loupeživými nájezdy a povstáními. Na jihozápadě přemohli Maurové posádky pohraničních kastelů v Mauretánii a po dvě léta sužovali svými útoky Hispánii. Dokonce ještě Ammianus Marcellinus, přední dějepisec pozdní antiky, připomínal ve svém díle události markomanských válek, jevící se s odstupem času jako předzvěst mnohem hrozivějších barbarských útoků v následujících staletích.
Nedostatek lidských sil, zapříčiněný morem, a finanční těžkosti přiměly Římany k přijetí mimořádných opatření. Do legií byli rekrutováni otroci, stejně jako gladiátoři, díky čemuž mohli být útočníci pozvolna zatlačeni zpět za Dunaj. S některými kmeny byly navázány diplomatické kontakty, v rámci nichž bylo dojednáno spojenectví. Různé germánské pomocné oddíly se tudíž zapojily do konfliktu na straně Římanů. Marcus se snažil izolovat nejvzpurnější kmeny a vést s nimi boj odděleně, čímž mohli Římané snáze využít svoji drtivou početní a logistickou převahu. Tato strategie se ale ukázala být velice nákladná a zdlouhavá, neboť si vyžádala enormní množství zdrojů. K jejímu uskutečnění bylo navíc zapotřebí značných vojenských sborů, pro něž musely být vystavěny nové pevnosti, jako byla třeba Castra Regina (Regensburg). Taktéž byly učiněny nepříliš úspěšné kroky k usazení určitých skupin barbarů na římském území.
Poté, co Římané obnovili kontrolu nad Norikem, přemístil Marcus své hlavní sídlo do Carnunta. Příležitostně řídil vojenské operace také z táborů v Sirmiu (Sremska Mitrovica) a ve Vindoboně (Vídeň). V roce 172 podnikli Římané výpravu proti Markomanům a v dalších dvou letech si podrobili Kvády. Obdobně Marcus naložil s Jazygy, jež přinutil vydat tisíce římských zajatců. Poznámky v Historii Augustě o Markově úmyslu zřídit na levém břehu Dunaje dvě nové provincie, pojmenované Marcomannia a Sarmatia (zahrnující přibližně nynější Moravu, Slovensko a východní Maďarsko), dnešní historikové, vzhledem k absenci shodných tvrzení v jiných pramenech, zpochybňují a považují za kontroverzní. Třebaže pohoří na severním okraji těchto teritorií mohla tvořit lépe hájitelnou hranici, než jakou představoval Dunaj, říše, vyčerpaná dlouhotrvajícími válečnými střety, nedisponovala prostředky nezbytnými k výstavbě těchto provincií. Ať už byly Markovy záměry jakékoli, uzurpace Avidia Cassia mu zabránila v jejich uskutečnění. Od roku 177 pokračovali Římané ve válečných operacích proti Markomanům a Kvádům na středním Dunaji, v nichž vytrvali do samotného závěru Markova života.

### Vnitřní politika

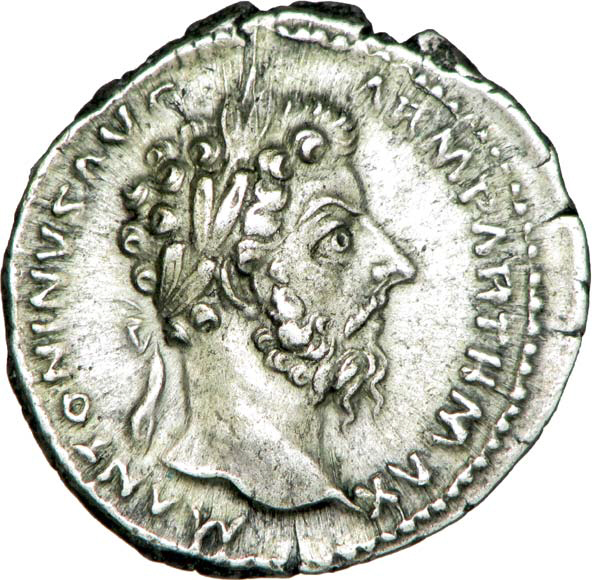
Markův denár

Marcus se vyznačoval velkou svědomitostí při plnění svých administrativních povinností. Obtížné úkoly neváhal svěřovat nejkompetentnějším mužům, aniž by se obával, že ho svými schopnostmi zastíní. Mimořádnou pozorností zahrnul sociálně nejslabší příslušníky římské společnosti: otroky, ženy a děti, jimž se snažil ulehčit jejich tíživou situaci. Více než polovina dochovaných zákonodárných a jiných aktů, vydaných za Marka, se zaměřovala na zlepšení právního postavení těchto skupin obyvatelstva. Tyto akty často sloužily k odstranění nadměrné tvrdosti a nepřesností v občanském právu. Stejnou tendenci projevoval i při uplatňování soudní pravomoci, již vykonával se vzornou pečlivostí a bezpříkladnou obětavostí. Podle Historie Augusty nechal zvýšit počet dnů vyhrazených k projednávání soudních sporů. Ve své soudní činnosti nepolevoval ani poté, co vytáhl do boje s Germány, o čemž se zmiňuje Cassius Dio. Účastníci řízení museli dokonce kvůli projednání přicestovat za císařem do jeho vojenského tábora. Určitý úpadek signalizoval počátek aplikace kategorií honestiores („vážení“) a humiliores („nižší“), jejichž prostřednictvím byl v odvětví trestního práva zohledňován společenský stav při rozhodování o míře potrestání. Soudní správa Itálie byla přenechána úředníkům, nazývaným iuridici, kteří vystupovali jménem císaře. Touto praxí, napomáhající centralizaci vlády, navazoval Marcus na někdejší Hadrianovo soudní členění Itálie, od něhož bylo upuštěno za Antonina.

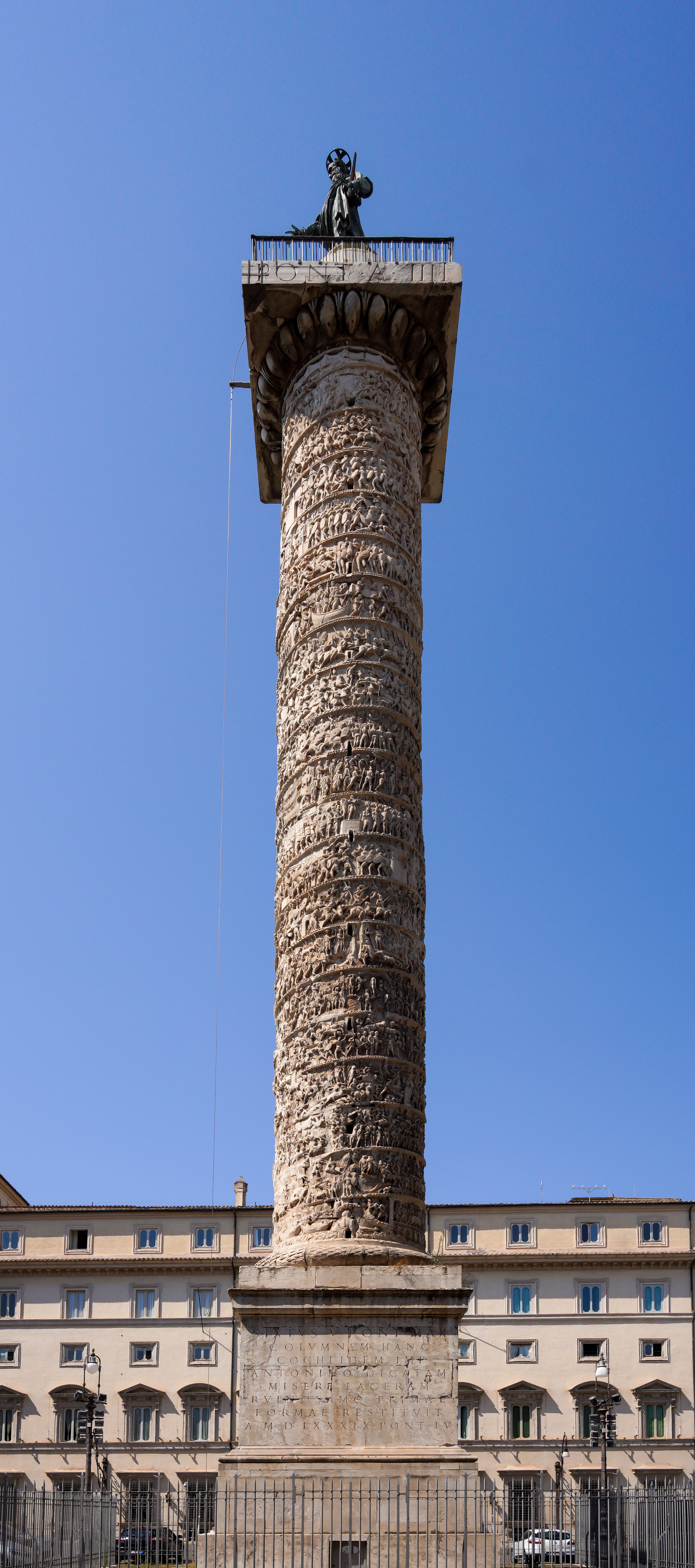
Sloup Marka Aurelia na Piazza Colonna v Římě

V úvodní fázi Markova panování byla římská říše zasažena řadou katastrof, mezi nimiž patřily k nejzávažnějším ničivé rozvodnění Tiberu, a především antoninovský mor, zanesený do římské říše vojáky vracejícími se z Východu. Epidemie pozvolna postihla takřka celé území impéria, včetně hustě obydleného hlavního města. V době vypuknutí války s Germány byla Itálie zle sužována hladem. Následky těchto neštěstí Marcus usiloval zmírnit rozdělováním obilí všem italským městům a zaváděním různých sanitačních opatření bránících šíření nemoci. Přírodní pohromy, epidemie a vysoké válečné náklady neúměrně zatěžovaly císařskou pokladnu. Ačkoli Marcus ulevoval státním výdajům svojí příkladnou osobní zdrženlivostí a střídmostí, musel se uchýlit k mírnému snížení obsahu drahých kovů v mincích, čímž nevyhnutelně přiživil inflaci. Aby získal dodatečné peněžní prostředky, omezil závody a gladiátorské zápasy v Cirku. Osobně přispěl k uhrazení financování vojenských operací, když nechal na Foru vydražit četné cenné předměty, uložené v císařském paláci. Vítězným legionářům odmítl udělit zvláštní odměnu, jíž se dožadovali, a upozorňoval je, že každá taková platba by musela být zajištěna na úkor jejich rodičů a příbuzných.
Za Markova vládnutí bylo vybudováno jen nevelké množství význačných monumentů, v čemž se zřetelně odlišil od mnoha svých předchůdců. Na počest Antonina byl vybudován sloup na Martově poli, jehož ústředním motivem byla apoteosa zemřelého císaře a jeho manželky Faustiny starší. Podstavec tohoto sloupu je nyní vystaven ve Vatikánských muzejích. Markovy a Verovy válečné úspěchy byly v Římě oslaveny celkem třemi vítěznými oblouky. Samotnému Markovi byly určeny dva z nich, žádný se ovšem nedochoval do dnešních dnů. Pouze některé pravoúhlé reliéfy byly využity při tvorbě Konstantinova oblouku. Zřejmě nejvěhlasnější stavbou připomínající Markův principát se stal sloup, jenž se tyčí na náměstí Piazza Colonna. Na tomto díle jsou vyobrazena Markova tažení proti Markomanům a Sarmatům v letech 172 až 175. Na jednom z vlysů je zachycena událost známá jako „zázračný déšť v zemi Kvádů“, při níž podle římského líčení vyslyšel bůh císařovy modlitby a sesláním bouře odvrátil nebezpečí, hrozící obklíčeným římským vojákům. Nejslavnější zpodobnění Marka Aurelia představuje jeho bronzová jezdecká socha, v období renesance vystavená Michelangelem na náměstí Piazza del Campidoglio na římském Kapitolu. V současnosti se zde nachází replika, zatímco originál je umístěn v Kapitolských muzejích. Tato socha je znázorněna i na italské versi padesáticentové euromince.

### Pronásledování křesťanů

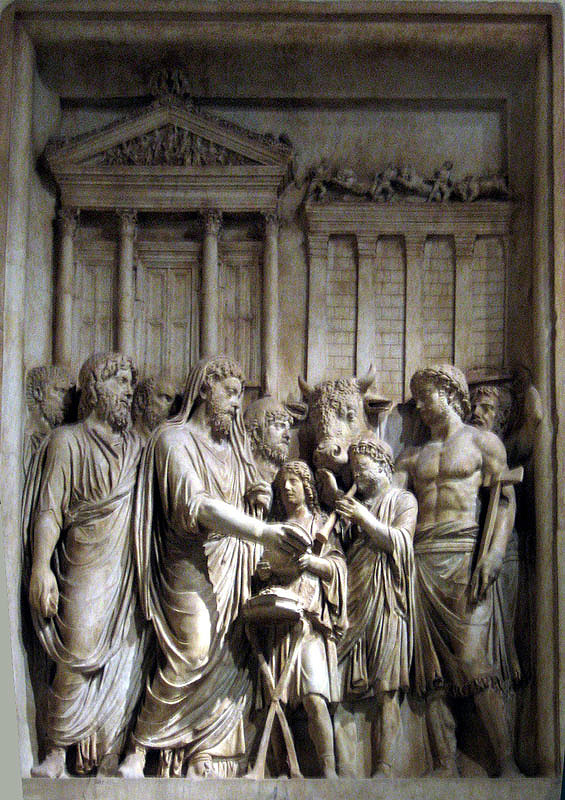
Marcus provádějící rituální oběť u oltáře Jova Kapitolského

Přestože byl Marcus významný myslitel a filosof, byl rovněž, alespoň navenek, hluboce nábožensky založený člověk. Státní kult byl za jeho panování náležitě uctíván, zároveň však byla tolerována i odlišná božstva, takže různorodost náboženství nepůsobila žádné rozpory mezi vládou a obyvatelstvem. Z tohoto pravidla existovala pouze jediná výjimka reprezentovaná křesťanstvím. Marcus zaujímal vůči křesťanům stejné stanovisko, jaké prosazoval už Traianus: pokud upustili od veřejného vyznávání své víry, neměla jim být státní mocí činěna žádná újma. V soukromém životě mohlo tak být křesťanství nerušeně praktikováno. Církev nebyla tudíž nijak výrazně omezována, díky čemuž došlo v průběhu 2. století k enormnímu rozmachu jejího vlivu. Kritické vnější i vnitřní okolnosti, v nichž se říše ocitla v šedesátých letech, způsobily, že dosavadní praxe nebyla respektována, čímž byla narušena osobní bezpečnost křesťanů. V této neradostné době byla vydávána nařízení vybízející Římany, aby přispěli k usmíření bohů pravidelným prováděním žertev. Taktéž vzrůstaly represe proti těm, kteří se zdráhali obětovat, což postihovalo obzvláště křesťany.
V letech 166 až 168 byli křesťané, především ve východní části impéria, vystaveni hněvu ostatního obyvatelstva, vyvolaného pravděpodobně šířením epidemie. Nepřátelství vzniklo zcela živelně bez jakékoli iniciativy ze strany státu. Další pronásledování křesťanů se konalo v Galii v roce 177. Za jeho prapříčinu lze považovat tehdejší rozkolísanost veřejných financí. K doplnění stavu legií byly hojně užívány odvody gladiátorů a jejich najímání za účelem pořádání her se tedy stávalo stále nákladnějším a problematičtějším. Nárůst výdajů spojených s konáním gladiátorských soubojů, jejichž uhrazením byli pověřeni vykonavatelé městské správy v provinciích, záhy překročil únosnou mez. Vzniklé obtíže přiměly císaře k vydání usnesení, podle něhož směli být odsouzení zločinci prodáváni do arén jako gladiátoři. Část městské populace v Lugdunu (Lyon) hodlala tohoto nařízení využít k zásahu proti tamním křesťanům, jimž v případě, že by se nezřekli své víry, hrozilo odsouzení místními úřady. Svoji roli při volbě křesťanů zřejmě sehrálo i nepřátelství vůči cizincům, protože mezi pozdějšími mučedníky bylo zastoupeno mnoho osob s řecky znějícími jmény.
Příslušný prokurátor vznesl do Říma dotaz ohledně postupu v záležitosti souzení křesťanů. Na základě císařova reskriptu, odkazujícího na Traianem vydané ustanovení, měl být popraven každý, kdo se veřejně přiznal k víře v Krista odmítáním konání obětí. Křesťané byli poté v lugdunské aréně nelítostně zabíjeni pro pobavení obecenstva. Třebaže Marcus se osobně nezapojil do těchto protikřesťanských aktivit, nijak jim ani nebránil. Po lugdunském masakru nejsou již z období Markova panování zaznamenány žádné jiné zprávy týkající se stíhání křesťanů. Po bližším obeznámení se s touto událostí císař patrně rozhodl o adekvátních opatřeních, jimiž zamezil obdobným ukrutnostem. Zhruba do poloviny 3. století znamenaly podstatnější hrozbu pro trvalejší existenci církve spíše vnitřní rozpory mezi jednotlivými křesťanskými směry.

### Uzurpace Avidia Cassia

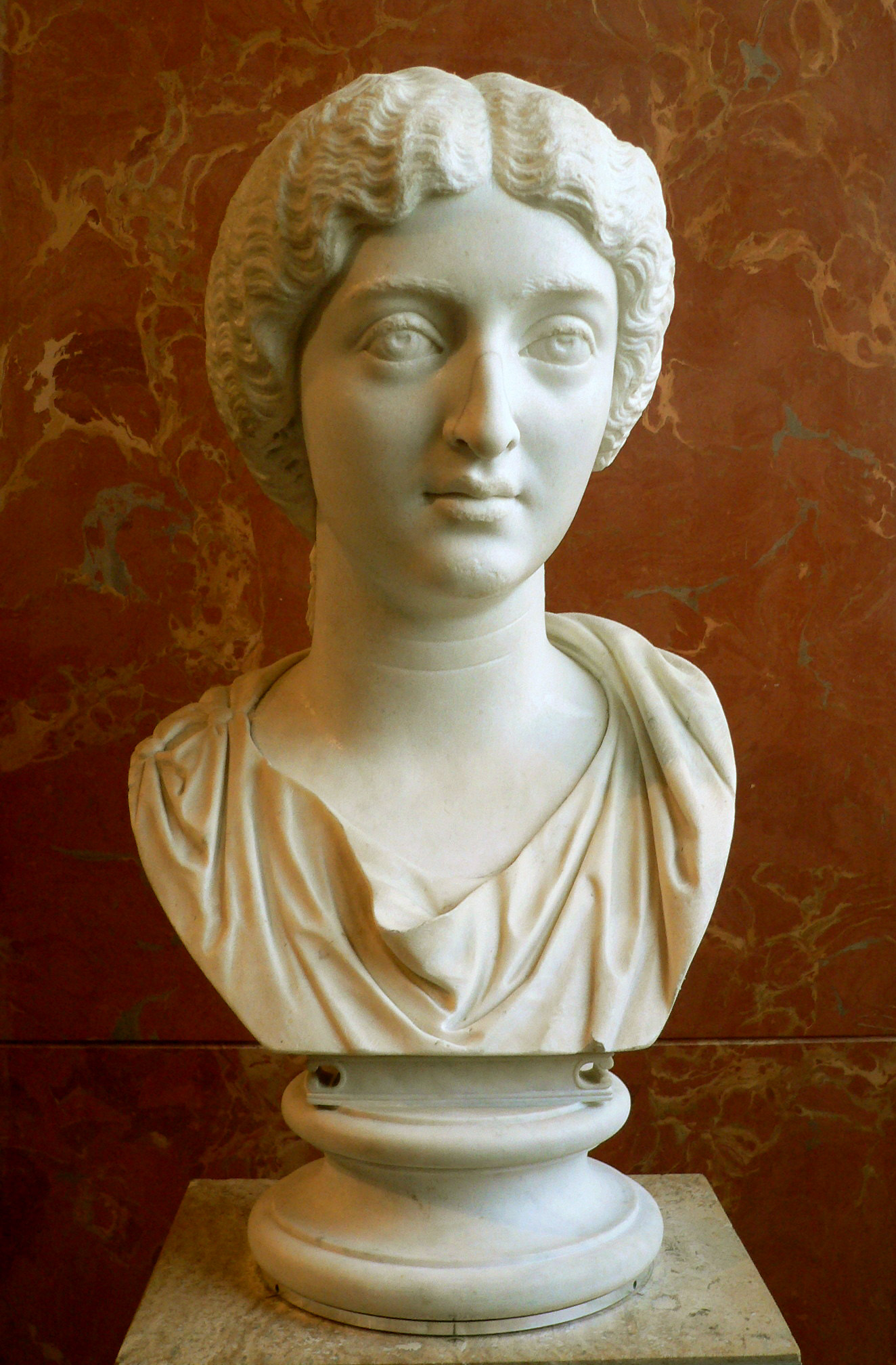
Busta Faustiny mladší v Louvru

V roce 175 se vzbouřil syrský místodržitel Avidius Cassius. Příčiny této uzurpace nejsou zcela objasněny, avšak Cassius Dio a stejně tak Historia Augusta uvádějí, že císařovna Faustina znepokojená nedobrým zdravotním stavem svého manžela navázala s Cassiem kontakt. Faustina se nejspíše strachovala o další trvání dynastie, poněvadž její jediný žijící syn Commodus byl dosud příliš mladý. Možná se ale obávala ztráty své pozice v případě, že by se po Markově smrti stal císařem někdo jiný než Commodus. Vzpoura mohla být též vyprovokována zvěstmi o Markově úmrtí. Avidius Cassius, jenž se výborně osvědčil jako velitel v parthské válce, se na Východě těšil značné popularitě. Ačkoli později seznal, že císař je naživu, místo aby se Markovi podrobil, přikročil ke konfrontaci. Vzhledem k početní přesile dunajských legií nebyly ale Cassiovy vyhlídky příliš nadějné. Cassius byl proto vlastními lidmi zavražděn dříve, než se občanská válka mohla naplno rozhořet.
Ještě na Dunaji dostihl Marka Commodus přivolaný z Říma. Císař vzápětí uzavřel mír se Jazygy a neprodleně se vypravil na východ, aby se vypořádal s tamější neklidnou situací a obnovil pořádek v provinciích. Přitom si počínal velice ohleduplně, neboť promíjel městům i jednotlivcům účast na Cassiově vzpouře. Kromě toho prokázal svoji moudrost a shovívavost, když velkoryse přesvědčil senát, aby omilostnil všechny členy uzurpátorovy rodiny. Aniž by ji četl, nechal spálit Cassiovu korespondenci, která mohla kompromitovat leckteré senátory. Během cesty zemřela v zimě 175 v jižní Kappadokii Markova choť Faustina, jejíž pověst utrpěla znatelné šrámy. V antických pramenech je obviňována z užívání jedů a vraždění lidí, stejně jako z provozování neřestného života udržováním styků s gladiátory, námořníky i muži vyššího postavení. Marcus jí ovšem bezvýhradně důvěřoval a vytrvale ji hájil. Faustina ho doprovázela na četných taženích, čímž si od něho vysloužila titul Matka táborů (Mater castrorum). Po její smrti jí zasvětil chrám a místo, kde zemřela, nechal přejmenovat na Faustinopolis. Jakmile dokončil konsolidaci východních provincií, vyrazil Marcus zpět do Říma, přičemž učinil krátkou zastávku v Athénách a podpořil místní filosofické školy.

### Následnictví a smrt
Koncem prosince 176 oslavil Marcus společně se svým synem Commodem v Římě triumf nad Germány a Sarmaty. 1. ledna následujícího roku obdařil Commoda titulem augustus a ustavil ho svým spoluvládcem. Marcus tak dal zřetelně najevo, že jeho syn po něm nastoupí na trůn, avšak toto jeho rozhodnutí bylo mnohými historiky hodnoceno jako závažné pochybení. Úmyslně totiž odmítl pokračovat v tradici předávání vlády nad říší adopcí nejzdatnějšího jedince, přestože mu muselo být známo Commodovo neuspokojivé chování, diskvalifikující ho z výkonu císařské moci. Marcus se nepochybně zaobíral oběma těmito hledisky a nakonec je zohlednil ve svém výsledném rozhodnutí. Ostatní adoptivní císaři nezanechali žádné vlastní mužské dědice, které by mohli učinit svými nástupci. Nárok Commoda, jemuž byl již v pěti letech jako předpokládanému pretendentu trůnu udělen titul caesara, nebyl proto dosavadní praxí adopcí nijak zpochybněn, ačkoli po formální stránce nebyla císařská hodnost dědičná. S přihlédnutím k vývoji událostí lze soudit, že konečným impulsem ke Commodově povýšení se stala uzurpace Avidia Cassia, naznačující, že císařovo nevalné zdraví, případně jeho úmrtí by mohly vyvolat občanskou válku, pokud by otázka následnictví nebyla včas upravena. V dané situaci se tedy nejjistějším a nejméně zpochybnitelným řešením jevila být volba Commoda.

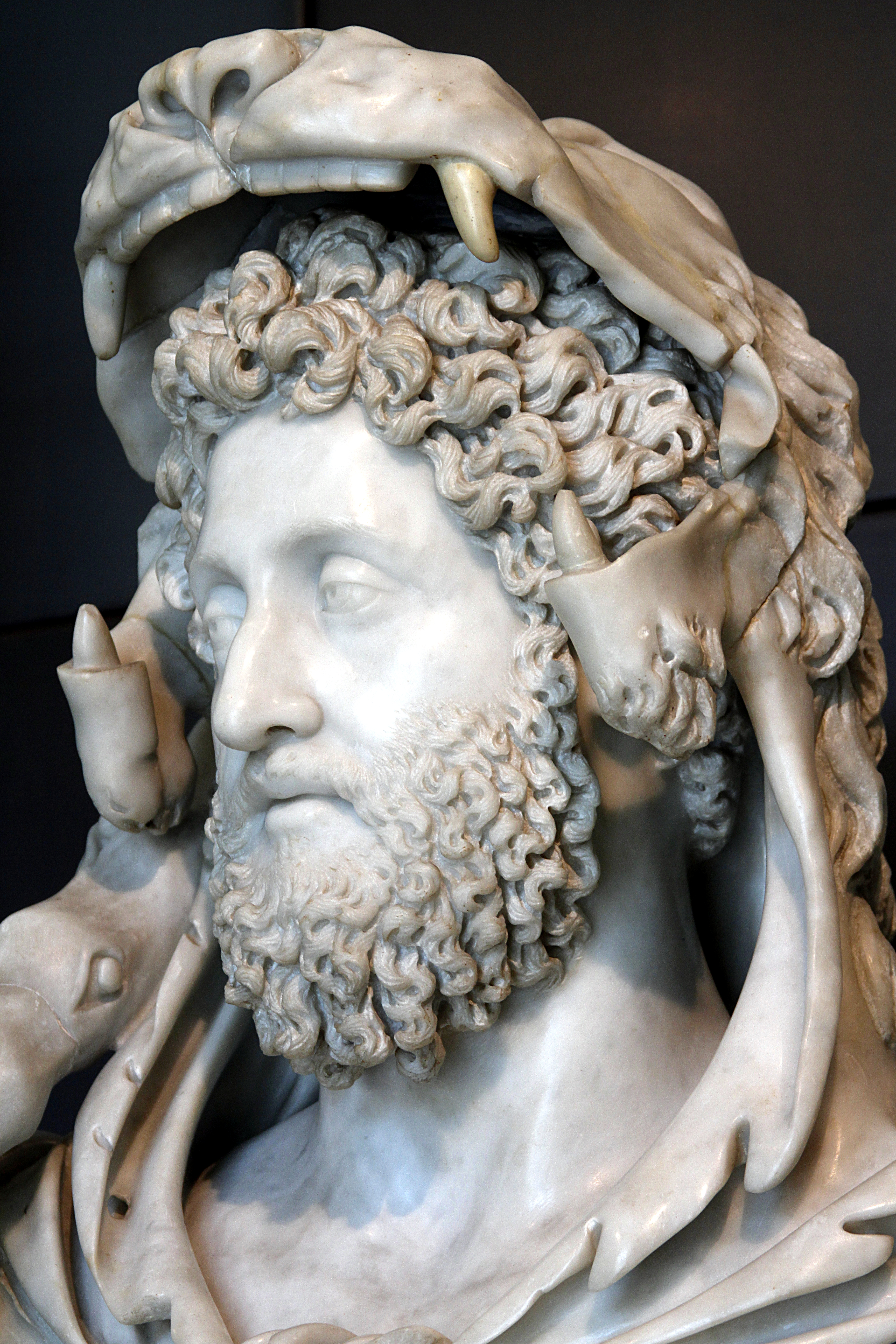
Commodus

Marcus si sice všiml problematických povahových rysů svého syna, zřejmě ale setrval v naději, že v průběhu dospívání doroste Commodus do své budoucí role. Pokud by dal přednost některým svým vzdálenějším příbuzným nebo jiným osobám, nový panovník by patrně v zájmu zajištění své moci usiloval o Commodův život. Od poloviny roku 175 až do března 180 doprovázel Commodus, potvrzený už jako nástupce, svého otce na jeho cestách a válečných taženích. Přesto způsob a délka Commodovy přípravy na císařskou funkci zůstaly nesrovnatelné s možnostmi, jakými disponoval jeho otec. Commodus začal brzy po své intronizaci vystupovat jako gladiátor, přičemž se vydával za Herkula. Určití historikové tuto stylizaci nepovažují za natolik scestnou, jak se na první pohled může jevit, jelikož Herkules byl považován za symbol neúnavného jedince, jenž ve shodě se stoickými zásadami očisťuje svět od útrap.
V srpnu 178 zamířili Marcus a Commodus zpět k Dunaji. Během této výpravy podlehl císař 17. března 180 blíže neznámé chorobě. Někteří badatelé považují za příčinu smrti antoninovský mor, jiní se domnívají, že trpěl nádorovým onemocněním. Obvykle se jako místo Markova úmrtí udává Vindobona, ovšem Tertullianus podotýká, že zemřel v Sirmiu. Po vypuknutí nemoci a v předtuše blížící se smrti si Marcus nechal předvolat Commoda, jehož upomínal, aby vytrval v tažení proti barbarům až do završení vítězství. Nicméně Commodus se zřejmě ze strachu z nákazy spěchal rychle vzdálit z otcovy blízkosti. Protože si Marcus přál urychlit svůj konec, odmítal přijímat potravu a pití. Podle dochovaného podání se krátce před svým skonem obrátil k truchlícím přátelům se slovy: „Proč pláčete nade mnou a nesnažíte se raději zabránit moru, který kosí lidi hromadně?“ Jeho ostatky byly pochovány v Římě v Hadriánově mauzoleu, známém dnes jako Andělský hrad.

## Aureliova filosofie

### Hovory k sobě

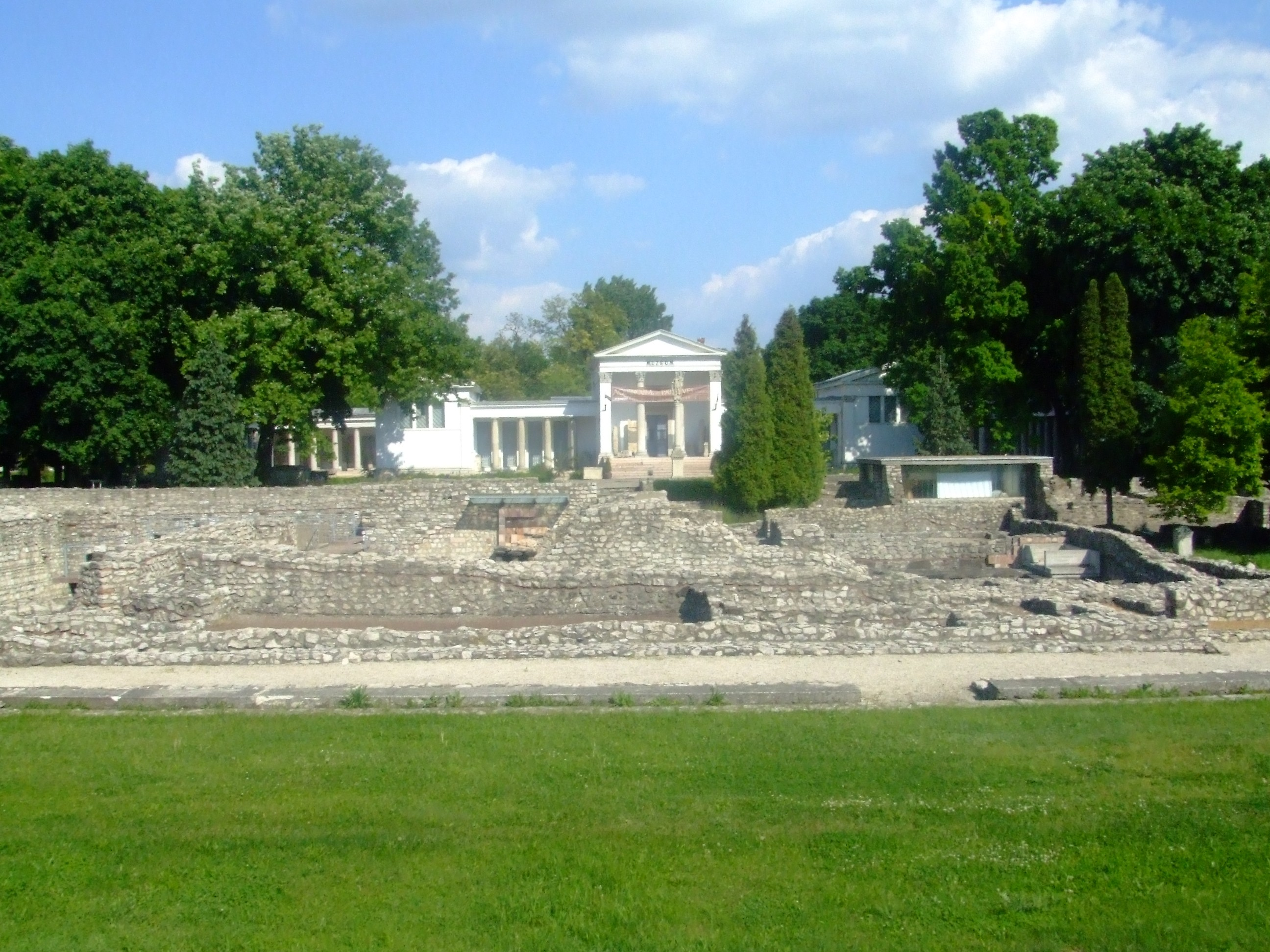
Aquincum (dnešní Budapešť) bylo jedním z míst, kde Marcus tvořil své dílo „Hovory k sobě“

Filosofické postoje Markových učitelů výrazně ovlivnily jeho příklon ke stoicismu, avšak nejdůležitější role v procesu utváření Markovy filosofické orientace příslušela Epiktétovi, jehož dílo Rozpravy (Diatribai) si velice oblíbil. Hlubšího poznání Markových filosofických myšlenek, přesvědčení a zásad, jimiž se řídil, lze dosáhnout studiem toho nejcennějšího, co po sobě zanechal, jeho díla „Hovory k sobě“ (Ta eis heauton, anglicky Meditations). Není jasné, zda zamýšlel obeznámit lidstvo s tímto spisem, neboť se jedná o kusé a místy rozvláčné osobní poznámky a úvahy, jimiž se zabýval při vedení vojenských výprav a řízení administrativních záležitostí. Zdá se spíše, že je napsal proto, aby si jejich čtením dodal odvahy ke snášení tíživé odpovědnosti, jež pro něho představovalo břímě vládnutí. Marcus si v něm neustále vytyčoval obtížně dosažitelné principy chování, rozvažoval nad všedností, nekultivovaností a pomíjivostí hmotného světa. Zabýval se také úlohou člověka ve světě a zvláště sebe samého. Nevěřil v žádný jiný svět a cítil se beznadějně připoután ke svým povinnostem a službě. Vytrvale se proměňující vesmír, jehož součástí měla být lidská duše, ztělesňoval podle Marka celek řízený rozumem. Díky tomu mohl člověk i ve stavu bezbrannosti a osamocenosti obstát tváří v tvář chaosu a marnosti za předpokladu, že byl nezkažený a ctnostný. Pro Markovo chápání bytí byl prvořadý soulad myšlení a konání, resp. jednota slov a činů, což se odráželo i v jeho vnímání posuzování a realizování vládnutí, které spolu měly být úzce sdruženy:
„Přestaň už vykládat, jaký asi má být dobrý člověk; raději už jím buď!“
„Ani v psaní, ani v čtení nebudeš moci dávat návod, dokud se sám dříve návodu nepodrobíš. Ještě mnohem více to platí v životě.“
Velký důraz kladl na smysl pro pravdu a pro realitu, čehož si na něm cenil Hadrianus:
„Jestliže mi někdo dovede přesvědčivě dokázat, že nesprávně soudím nebo jednám, milerád své mínění změním; neboť hledám pravdu, kterou ještě nikdy nikdo škodu neutrpěl. Škodu mívá leda ten, kdo setrvává ve svém klamu a nevědomosti.“
„Kdykoli tě roztrpčí něčí nestoudnost, ihned se ptej sebe sama: Cožpak je možné, aby nebyli ve světě nestoudní? Není to možné. Nežádej tedy nemožnosti.“
Hovory k sobě byly jakousi formou duševního cvičení, zaměřeného na zachování a rozvíjení způsobu života a vědomí odpovídajícímu zásadám stoicismu, stejně jako na kontrolu emocí. To se projevuje i v Markově postoji k lidem:
„Lidé jsou stvořeni kvůli sobě navzájem; buď je tedy poučuj, nebo je snášej!“
„Kdykoli se chceš potěšit, v duchu si vybavuj přednosti svých současníků, jako například podnikavost jednoho, skromnost druhého, štědrost třetího a jinou ctnost někoho jiného. Neboť nic nepůsobí takové potěšení jako vzory ctností, které se zrcadlí v mravech našich vrstevníků a které se v jednotlivci, pokud možno, všechny slučují. A proto je také záhodno si je stále oživovat v paměti.“
Úvahy v duchu stoy mu měly napomoci rovněž k tomu, aby přestál rozmanitá protivenství, odolal ranám osudu a vypořádal se s vlastní nedokonalostí:
„Nebuď rozmrzelý, ani neochabuj, ani se nevzdávej, jestli se ti nedaří provést každé dílo podle správných zásad, raději se znova vracej k tomu, co se ti povedlo, a buď rád, jestliže aspoň většina tvých skutků odpovídá lidské přirozenosti, a měj v lásce to, k čemu se vracíš!“
„Je-li ve tvé moci učinit něco lépe, proč to neuděláš? Když je to v moci někoho jiného, komu chceš dělat výčitky? Slepé náhodě nebo bohům? Obojí je nesmyslné. Nikomu nemáš činit výčitky. Jestli můžeš, naprav alespoň věc samu; a nemůžeš-li ani to, co ti prospěje tvé počínání? Neboť nic se nemá dělat neúčelně.“
„Nevyhnutelný osud se vznáší nad tebou. Dokud žiješ, dokud ještě můžeš, staň se dobrým!“
Marcus nepociťoval pražádný strach ze smrti, již chápal jako vysvobození:
„... abychom očekávali smrt s odevzdanou myslí jako přirozené rozloučení prvků, z nichž se každé stvoření skládá. Není-li však pro prvky samé nic hrozného v tom, že se každý z nich ustavičně přeměňuje v jiný, proč by se kdo děsil přeměny a rozkladu všech dohromady? Vždyť se to děje ve shodě s přírodou; a co se děje ve shodě s přírodou, není zlo.“
Hovory k sobě byly po mnoho generací pokládány za jednu z největších knih všech dob. Markovu dílu byla přesto občas vytýkána nedostatečná originalita filosofického přínosu, jelikož ideje uvedené v této knize byly v podstatě odvozeny z mravních východisek stoicismu, převzatých od Epiktéta. Při tom byla obvykle opomíjena skutečnost, že Marcus neusiloval o původnost svých zápisků, protože je sepisoval sám pro sebe. V některých drobných aspektech se Marcus odchýlil od stoické filosofie a v určitých směrech se přiblížil platónismu, jenž se pozvolna vyvíjel v novoplatonismus. Nicméně neodklonil se natolik, aby připustil jakoukoli formu posmrtné existence.

### Politické principy

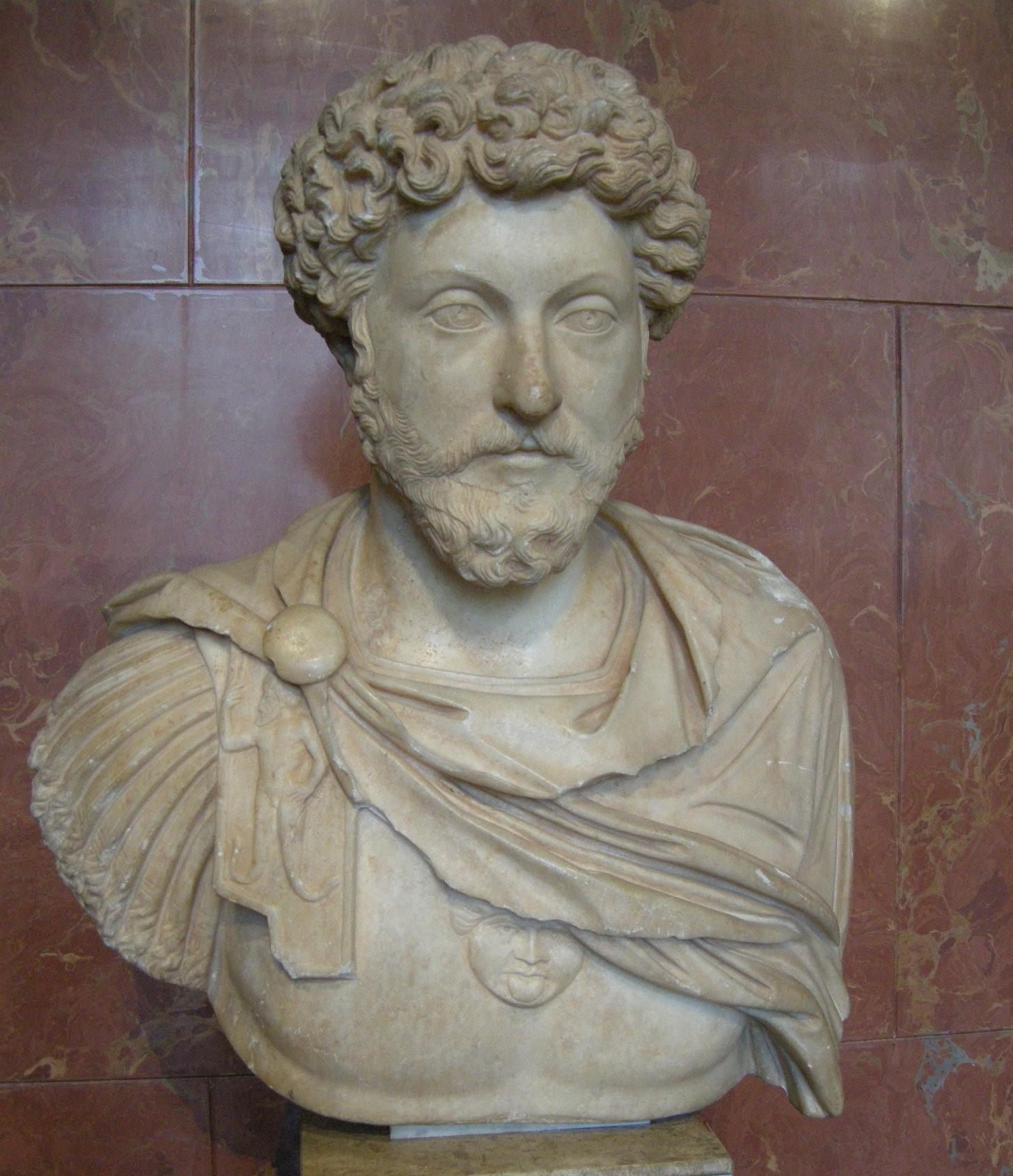
Markova busta

K Markově věhlasu, přetrvávajícímu po všechny historické epochy, nepochybně silně přispěla jeho proslulost filosofa na trůně, aplikujícího filosofické zásady při procesu realizování vlády. Různé doklady Markových politických úvah lze seznat v Hovorech k sobě. Mnohé z nich se jeví nadčasové a dosud nepřekonané.
„Bratr Severus mi byl vzorem lásky k rodině a lásky k pravdě a spravedlnosti; ... od něho jsem získal představu svobodného státu, v němž vládne dokonalá rovnoprávnost pro všechny bez rozdílu a v němž ničeho není dbáno více než svobody občanů.“
Svoboda a spravedlnost, především ve smyslu stejných práv pro všechny, náležely k Markovým časně osvojeným a ustavičně prosazovaným, stěžejním politickým principům. Před pokušením zneužívat absolutní moc, jemuž byl ve svém postavení nevyhnutelně vystaven, ho ochraňovalo jeho filosofické založení a výstrahy, jimiž sám sebe zahrnoval.
„Dej pozor, abys nezcísařštěl: abys nenačichl císařstvím; stává se to snadno! Bojuj o to, abys zůstal takovým, jakým tě chtěla mít filosofie!“ Neboť Cesta, po které kráčejí naše koně, je zrádná jako jejich povaha.
Marcus si byl příliš vědom omezených možností svého konání a chatrnosti utopických modelů společnosti:
„Neblouzni o státě Platónově, nýbrž spokoj se i s nejmenším krůčkem vpřed a nepokládej ani tento úspěch za nevýznamný! Neboť kdo dovede změnit utkvělé představy? Ale bez jejich změny – co jiného čekat než otročení vzdychajících a poslušnost pokrytců?“
Bylo mu jasné, že politické jednání musí zohledňovat smýšlení lidí, a proto upřednostňoval občanskou svobodu také ve vyjadřování názoru. Záleželo mu na rozumně uplatňovaném a veřejnému prospěchu zasvěceném užívání moci, s níž nakládal přiměřeně, přičemž zohledňoval dobré porozumění věci a nalezení řešení problému:
„Stačí můj rozum na tento úkol, či ne? Jestliže stačí, pak ho užívám na jeho provedení jako nástroje, jímž mě vybavila vesmírná příroda; pakli nestačí, buď postoupím svůj úkol tomu, kdo ho dovede vykonat lépe, není-li mou přímou povinností, anebo ho konám, jak dovedu, ještě s přispěním někoho jiného, jenž podporován mým rozumem může pak provést čin obecnému blahu právě teď příhodný a prospěšný. Neboť každý skutek, ať už ho konám sám, nebo s přispěním jiného, má směřovat jen k tomu, co je prospěšné a přiměřené obecnému dobru.“
Na dobrém výkonu soudnictví, jež pro něho bylo činností, při níž pociťoval nejvyšší míru zodpovědnosti, spočíval podle Marka základ veškerého společenského pořádku:
„Dovedeš-li se bystře dívat, dívej se, a suď pokud možno nejmoudřeji.“
Svému bytí přiřazoval Marcus i určitý kosmopolitní rozměr.
„Pro mne, občana Antonina, je obcí a vlastí Řím; pro mne, Antonina člověka, vesmír: co je tedy těmto obcím na prospěch, jenom to je pro mne dobrem.“

## Prameny
Markovým životem a vládnutím se zaobírá celá řada pramenů, avšak většina z nich přináší spíše neuspokojivá a neúplná fakta, neboť v Markově období nepůsobil žádný významný historik. Hlavní literární pramen představuje jeho biografie v díle Historia Augusta, doplněná o sdělení týkající se Marka v životopisech Hadriana, Antonina, Vera a Avidia Cassia. Diskuse o kvalitě a spolehlivosti tohoto souboru biografií římských císařů se vedly více než sto let. S velkou pravděpodobností byl vytvořen jediným autorem píšícím koncem 4. století. Vzhledem k časovému odstupu vzniku díla od popisovaných jevů a k značně rozličné hodnověrnosti prací, z nichž autor vycházel, se důvěryhodnost uváděných informací velice různí. Třebaže Historie Augusta mnohdy přináší velmi přesné údaje, obsahuje také množství smyšlenek a výmyslů.
Cassius Dio, píšící zřejmě ve třicátých letech 3. století, zhotovil rozsáhlé dějiny Říma, jež se ale dochovaly jen v notně zestručněné podobě. Aurelius Victor a Eutropius, dějepisci žijící ve 4. století, ve svých dílech příležitostně přinášejí určité informace osvětlující momenty Markova panování. Užitečné jsou i spisy Markova učitele a řečníka Frontona. Velká důležitost přísluší i literatuře církevních autorů, jako byl Tertullianus, Eusebios nebo Orosius. Poznatky z papyrů, nápisů, mincí, právních aktů společně s výsledky archeologického bádání a výklady architektonických monumentů dále poskytují vodítka pro bližší pochopení událostí doby Markova vládnutí.

## Hodnocení

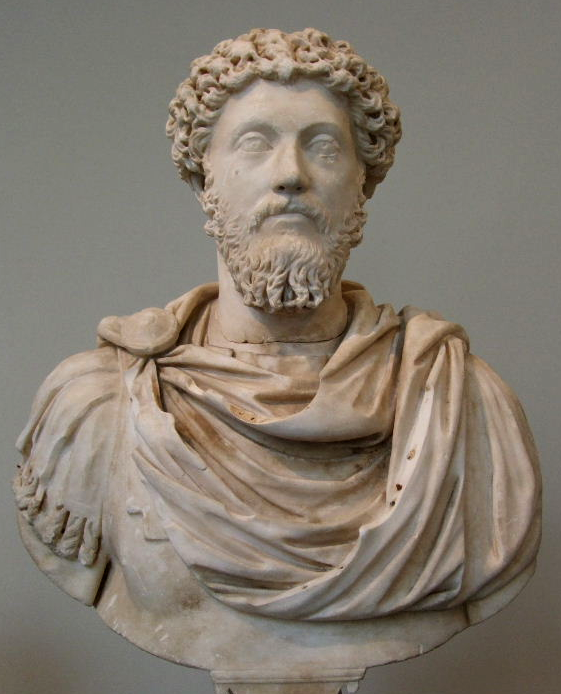
Markova busta v Metropolitan Museum of Art v New Yorku

Markovo počínání jako panovníka stejně jako jeho dochované filosofické úvahy mu vynesly respekt a obdiv v očích současníků i později narozených. Taktéž křesťané, přestože byli za jeho vlády vystaveni pronásledování, považovali Marka za dobrého císaře. Tertullianus ho dokonce označil za přítele křesťanství. Všeobecná úcta prokazovaná Markovi širokými vrstvami římského obyvatelstva ještě zesílila vlivem vzrůstajících zmatků po skončení jeho panování. Okamžik jeho smrti se zdál být určitým zlomem a počátkem úpadku, jak to ostatně vyjádřil soudobý historik Cassius Dio. Rokem 180 je proto leckdy vymezován závěr epochy Pax Romana. Markova reputace zůstala i v dalších staletích zcela bez úhony, ačkoli ho ani zdaleka nelze označit za „dokonalého“ člověka, jelikož projevoval příliš velkou toleranci k chybám druhých. Jako Markovo největší selhání bude patrně vždy vnímán výběr Commoda, jeho jediného přeživšího syna, nástupcem. Kvůli tomu je často podrobován kritice, podle níž odklonem od adoptivního principu odevzdávání moci přerušil dlouhou a přínosnou éru římských dějin. Není ovšem možné přehlížet skutečnost, že kdyby neučinil Commoda augustem, pravděpodobně by tím svému synovi přivodil záhubu. Navzdory tomu lze jen stěží z Marka sejmout odpovědnost za to, že v důsledku jeho rozhodnutí se Římu dostalo jednoho z nejzhýralejších a nejukrutnějších císařů.
V novověku byl Marcus vystaven nové pozornosti a zájmu filosofů, myslitelů a literátů, kteří znovu pozvedli jeho proslulost. Za osvícenství se „Hovory k sobě“ staly módní četbou řady vzdělanců, zvláště Voltaire jimi byl uchvácen. Markova moudrost, lidskost a smysl pro povinnost z něho činily vzor spravedlivého krále. Historik Edward Gibbon se ve svém stěžejním díle History of the Decline and Fall of the Roman Empire přiklonil k postoji Cassia Diona, když formuloval názor, že Markovou smrtí skončil zlatý věk Říma. Od novověku až do současnosti se četné význačné osobnosti, mezi něž náleželi monarchové, politici i spisovatelé, prohlašovaly za příznivce tohoto římského císaře. Paradoxně sám Marcus pociťoval vůči posmrtné slávě naprostou lhostejnost:
„Slovní výrazy kdysi obvyklé jsou teď zastaralé. Podobně i jména kdysi věhlasných lidí jsou teď jistou měrou zastaralá, jako Camillus, Caeso, Volesus, Dentatus a co nevidět i jméno Scipio a Cato, pak i Augustus a konečně Hadrianus a Antoninus. Neboť všechno je pomíjivé a brzy se stává bájí a klesá v hrob čirého zapomnění.“